# Suore orsoline di Cincinnati
Le Suore Orsoline di Cincinnati (in inglese Ursuline Nuns, Cincinnati; sigla O.S.U.) sono un istituto religioso femminile di diritto pontificio.

## Storia
La comunità trae origine da un gruppo di 20 orsoline della congregazione di Brown County che, sotto la guida della superiora Fidelis Coleman e di suor Baptista Freaner, si stabilirono a Cincinnati per sviluppare l'apostolato educativo come richiesto dalle autorità ecclesiastiche diocesane.
Henry Moeller, arcivescovo di Cincinnati, eresse canonicamente l'istituto il 26 novembre 1910. Le orsoline iniziarono a lavorare nelle scuole parrocchiali e nel 1911 aprirono un'accademia a Walnut Hills.
Le orsoline di Cincinnati accolsero nella congregazione una ventina di religiose cubane esiliate dal governo castrista; successivamente fecero lo stesso con delle religiose provenienti dal Brasile.
Il 26 agosto 1967 la Santa Sede autorizzò le orsoline a trasformarsi da monastero sui iuris in congregazione religiosa centralizzata.

## Attività e diffusione
Le suore si dedicano all'educazione della gioventù.
La sede generalizia è a Cincinnati.
Alla fine del 2015 l'istituto contava 10 religiose in 2 case.